# لورنس دريفوس
لورنس دريفوس (بالألمانية: Laurence Dreyfus)‏ هو عالم موسيقى وملحن ألماني، ولد في 1952 في بوسطن في الولايات المتحدة.

## وصلات خارجية
- لورنس دريفوس على موقع ميوزك برينز (الإنجليزية)
- لورنس دريفوس على موقع أول ميوزيك (الإنجليزية)
- لورنس دريفوس على موقع ديسكوغز (الإنجليزية)